# Nelson Haedo Valdez
Nelson Antonio Haedo Valdez, född 28 november 1983 i Caaguazú, är en paraguayansk fotbollsspelare som spelar som anfallare för Cerro Porteño.

## Karriär
I januari 2017 återvände Valdez till Paraguay, där han skrev på för Cerro Porteño.

## Meriter

### Klubblag
Werder Bremen
- Bundesliga: 2003/2004
- DFB-Pokal: 2003/2004

Rubin Kazan
- Ryska cupen: 2011/2012
- Ryska Supercupen: 2012

Olympiakos
- Grekiska Superligan: 2013/2014

### Landslag
Paraguay
- Copa América: Andra plats 2011